# Balham F.C.
Câu lạc bộ bóng đá Balham là một câu lạc bộ bóng đá có trụ sở tại Balham, ở Khu Wandsworth của Luân Đôn, Anh. Đội hiện đang là thành viên của  và thi đấu trên Sân vận động Mayfield của AFC Croydon Athletic ở Croydon.

## Lịch sử
Câu lạc bộ bóng đá Balham được thành lập vào năm 2011 với tư cách là một đội người lớn cho câu lạc bộ bóng đá trẻ Balham Blazers. Đội tham gia Junior Division One của Surrey South Eastern Combination, và sau khi về thứ tư trong mùa giải đầu tiên, được thăng hạng lên Intermediate Division Two. Trong mùa giải 2012-13, họ đứng thứ ba ở Intermediate Division Two, được thăng hạng lên Intermediate Division One, giải đấu mà họ đã giành được vào mùa giải tiếp theo.
Câu lạc bộ sau đó đã chuyển lên Surrey Elite Intermediate League cho mùa giải 2014-15, đứng thứ ba trong mùa giải đầu tiên. Mặc dù đây là một vị trí đủ cao để thăng hạng lên Combined Counties League, nhưng sân của câu lạc bộ không được coi là đạt tiêu chuẩn để thăng hạng. Mùa giải tiếp theo, câu lạc bộ chuyển đến sân Leg O'Mutton của Cobham để đáp ứng các tiêu chí phân loại sân bãi, và sau khi kết thúc với tư cách á quân, câu lạc bộ đã được thăng hạng lên Division One của Combined Counties League. Trước mùa giải 2016-17, họ chuyển đến sân Wibbandune Sports Ground của Colliers Wood United.
Trong mùa giải 2016-17, Balham đứng thứ ba ở  Division One của Combined Counties League, được thăng hạng lên Premier Division. Mùa giải tiếp theo, đội giành được London Senior Cup, khi đánh bại Cray Valley PM 4-1 trong trận chung kết. Vào cuối mùa giải 2019-20 câu lạc bộ được chuyển đến Premier Division của Southern Counties East League.

## Danh hiệu
- Surrey South Eastern Combination
  - Vô địch Intermediate Division One 2013-14
- London Senior Cup
  - Vô địch 2017-18